# Chilicola mantagua
Chilicola mantagua es una especie de insecto himenóptero de la familia Colletidae endémica de Chile.

## Descripción
Aunque presentan dimorfismo sexual, tanto machos como hembras son de una coloración marrón oscuro a negro con marcas amarillas en algunas partes de su cuerpo. Los machos miden entre 4.8 y 5.5 mm mientras que las hembras 4.5 y 5.1 mm.

## Distribución
Es endémica de Chile, habitando en los desiertos de la costa central en las regiones de Coquimbo y Valparaíso.